# Bonsai-Präsentationstisch
Ein Bonsai-Präsentationstisch (auch: Bonsaitisch) ist ein als ästhetisches Stilelement zur gezielten Aufwertung eines Bonsai eingesetztes Möbelstück.

## Allgemeine Beschreibung

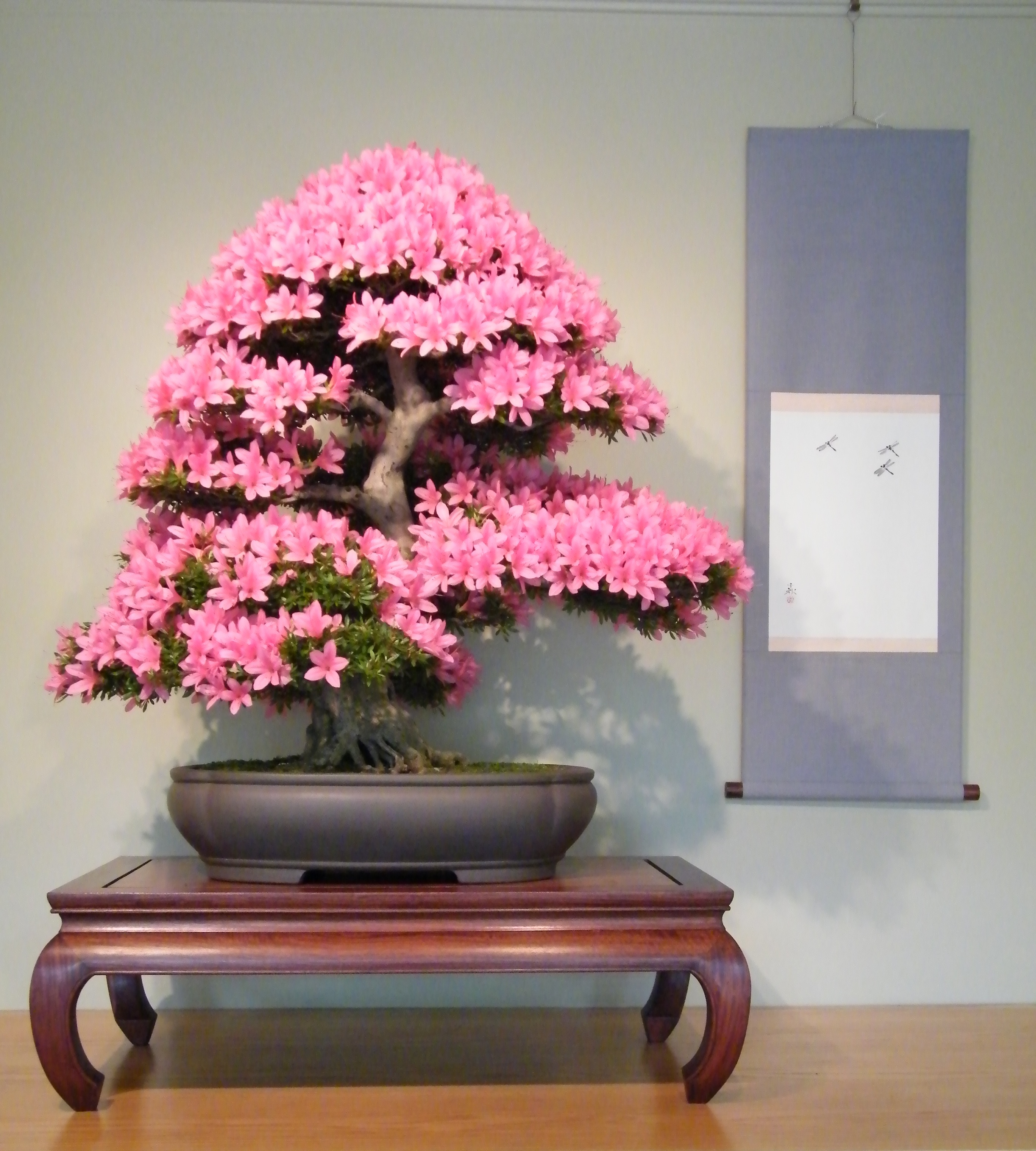
Satsuki Azalee in frei aufrechter Form auf einem Bonsai-Präsentationstisch mit rechteckiger Tischplatte

Bonsaitische als ein Stilelement der Gesamtkonzeption aus Baum, Schale und Tisch haben eine hauptsächlich ästhetische Funktion. Die Aufgabe des Bonsaitisches ist es, den Bonsai höher als die gegebene Oberfläche zu präsentierten, was dem Bonsai zum einen zusätzliche Erhabenheit, Anmut und Förmlichkeit sowie einen stärkeren Charakter verleiht, zum anderen aber auch den Blickwinkel auf den Baum verbessern kann.
Traditionelle asiatische Bonsai-Präsentationstische werden zumeist aus dunklen Edelhölzern wie z. B. Palisanderholz oder Walnussholz gefertigt, welche fast ausschließlich zusätzlich mit einer dunklen seidenmatten Lasur angestrichen werden.

## Auswahl
Die Größe und das Aussehen des Bonsai-Präsentationstisches sollten so ausgewählt werden, dass er sowohl den Baum als auch seine Schale sinnvoll ergänzt, ohne große Aufmerksamkeit auf sich zu ziehen. Dabei ist neben der Tischgröße auch insbesondere die Ausführung der Tischbeine – falls vorhanden – zu beachten. Diese sollten das Gewicht des Bonsai überzeugend tragen können und möglichst nicht mit der Dicke des Stammes in Konkurrenz treten. Bonsaischalen sollten an keiner Seite über den Tischrand hinaus ragen und in ihrer Formsprache nicht mit dem Tisch in Konkurrenz stehen. Im Allgemeinen sollte der Tisch etwa 1/3 größer sein als die Bonsaischale. Gewöhnlich werden flache Bonsai-Präsentationstische mit rechteckiger Tischplatte ausgewählt. Bonsai in den Stilformen Kaskade und Halbkaskade werden im Allgemeinen auf hohen Tischen mit einer quadratischen oder runden Tischplatte präsentiert. Shohin-Bonsai werden häufig in kleinen Gruppen auf speziell dafür hergestellten Präsentationsregalen – einer Sonderform des Präsentationstisches – gezeigt.
Um den Eindruck eines Landschaftsbildes um den Bonsai in die Präsentation zu integrieren, werden insbesondere für Bonsai in den Gestaltungsformen Literat oder Saikei auch ungleichförmige Felsplatten oder Holzscheiben verwendet.

## Verwendung
Bonsai-Präsentationstische sind insbesondere in Japan gebräuchlich und werden dort zumeist in der traditionellen Tokonoma, einer der Kunst gewidmeten Nische, verwendet. Aus dieser Tradition lassen sich auch einige Grundregeln für die Platzierung des Bonsai auf dem Tisch ableiten, die weltweit insbesondere bei Ausstellungen Beachtung finden. Auf Ausstellungen hat sich die Präsentation eines Bonsai mit seiner Schale auf einem formellen Tisch auch weltweit zum Standard entwickelt. In der westlichen Welt gibt es aber dennoch auch Befürworter dafür, dass ein Tisch zur Bonsaipräsentation auch außerhalb von Ausstellungen als Mindeststandard in Heim und Garten dazugehört.
Nachteilig für den täglichen Gebrauch außerhalb von Ausstellungen ist die bei fast allen kommerziell erhältlichen Tischen vorhandene Unfähigkeit, überschüssiges Gießwasser aufzufangen oder abzuleiten ein Hindernis in der Benutzung, da stehendes Wasser auf Holzflächen sichtbare Spuren hinterlässt, was auf Dauer dem Tisch und damit der Präsentation schadet.

## Platzierung des Bonsai auf dem Präsentationstisch
Bonsai-Präsentationstische sind üblicherweise symmetrisch aufgebaut. Um die Ästhetik der Gesamtkomposition zu befördern und deren Balance darzustellen, wird die Schale im Allgemeinen in der Mitte auf dem Bonsai-Präsentationstisch aufgestellt, wodurch eine gemeinsame Symmetrieachse durch Schale und Tisch entsteht. Dies widerspricht dem für Bonsai geltenden allgemeingültigen Prinzip Symmetrien zu vermeiden, ist aber vielmehr durch die Tatsache begründet, dass der Tisch bei asymmetrischer Platzierung der Schale zu große Aufmerksamkeit auf sich ziehen würde. Es wird dabei vorausgesetzt, dass die richtige Balance bereits durch die korrekte asymmetrische Platzierung des Baums in der Schale erreicht wurde, wodurch der Tisch keine weitere Rolle in der Findung der Gesamtbalance haben sollte. Die neutrale Position des Bonsai auf dem Tisch kann als effiziente Nutzung des verfügbaren Raums angesehen werden, was die Harmonie der Gesamtkomposition maximiert. In der traditionellen Tokonoma wird der Tisch wiederum nicht mittig aufgestellt. In der Gesamtschau der asymmetrischen Platzierung sowohl des Baums in der Schale als auch des Tisches in der Tokonoma wäre alles andere als die symmetrische Platzierung des Bonsai auf dem Tisch unharmonisch.
Auf einem Bonsai-Präsentationstisch werden neben dem Bonsai selbst gerne auch Begleitpflanzen gezeigt, die in ihrer Größe sowohl an den Bonsai als auch an den Tisch angepasst sein sollten. Im Falle der Verwendung einer Begleitpflanze wird der Baum im Allgemeinen eher seitlich platziert, um die Komposition aus Bonsai und Begleitpflanze auf dem Tisch harmonisch darstellen zu können.